# Хэдэрэуць
Ходороуцы (также Хэдэрэуць; рум. Hădărăuți) — село в Окницком районе Молдавии. Относится к сёлам, не образующим коммуну.

## География
Село расположено в 245 км к северу от Кишинёва и в 125 км к востоку от Черновиц на трассе Сорока—Черновцы на высоте 243 метров над уровнем моря. Площадь — 34,46 км².

## Население
По данным переписи населения 2004 года, в селе Хэдэрэуць проживает 2055 человек (977 мужчин, 1078 женщин).
Этнический состав села:
| Национальность | Число жителей | Процентный состав |
| -------------- | ------------- | ----------------- |
| молдаване      | 2018          | 98.2              |
| украинцы       | 27            | 1.31              |
| русские        | 6             | 0.29              |
| прочие         | 4             | 0.19              |
| Всего          | 2055          | 100 %             |

## Известные уроженцы
- Чубук, Ион Кондратьевич (1943—2018) — молдавский политик, бывший премьер-министр Республики Молдова.
- Серебрян, Олег (род. 1969) — молдавский политический деятель и политолог.